# Okmulgee
Okmulgee er en amerikansk by og administrativt centrum for det amerikanske county Okmulgee County i staten Oklahoma. I 2000 havde byen et indbyggertal på 13.022.
35°37′24″N 95°57′37″V / 35.62347°N 95.96033°V